# 1953

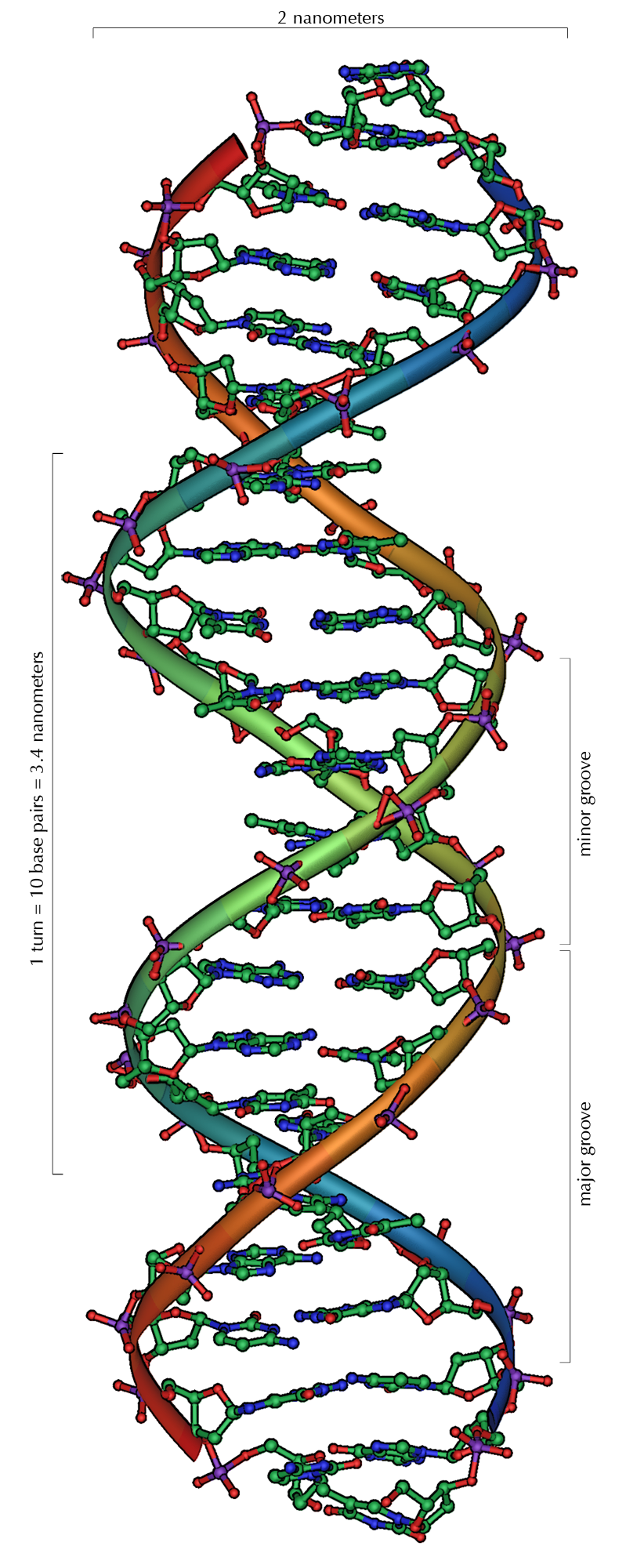
Imagem de dupla hélice da estrutura de um ácido desoxirribonucleico ou ADN.

- Wikisource

- Wikisource

| Calendário gregoriano                                                        | 1953 MCMLIII                         |
| Ab urbe condita                                                              | 2706                                 |
| Calendário arménio                                                           | 1402 – 1403                          |
| Calendário bahá'í                                                            | 109 – 110                            |
| Calendário budista                                                           | 2497                                 |
| Calendário chinês                                                            | 4649 – 4650 Início a 14 de fevereiro |
| Calendário copta                                                             | 1669 – 1670                          |
| Calendário etíope                                                            | 1945 – 1946                          |
| Calendários hindus - Vikram Samvat - Calendário nacional indiano - Cáli Iuga | 2008 – 2009 1874 – 1875 5053 – 5054  |
| Calendário Holoceno                                                          | 11953                                |
| Calendário islâmico                                                          | 1373 – 1374                          |
| Calendário judaico                                                           | 5713 – 5714 Início a 10 de setembro  |
| Calendário persa                                                             | 1331 – 1332 Início a 21 de março     |
| Calendário rúnico                                                            | 2203                                 |
| Calendário solar tailandês                                                   | 2496                                 |

1953 (MCMLIII, na numeração romana) foi um ano comum do século XX que começou numa quinta-feira, segundo o calendário gregoriano. A sua letra dominical foi D. A terça-feira de Carnaval ocorreu a 17 de fevereiro e o domingo de Páscoa a 5 de abril. Segundo o horóscopo chinês, foi o ano da Serpente, começando a 14 de fevereiro.

| Evento                                                   | Data            | Hora  |
| -------------------------------------------------------- | --------------- | ----- |
| Aquário                                                  | 20 de janeiro   | 08:22 |
| Peixes                                                   | 18 de fevereiro | 22:42 |
| primavera no hemisfério norte e outono no hemisfério sul |                 |       |
| Carneiro/equinócio                                       | 20 de março     | 22:01 |
| Touro                                                    | 20 de abril     | 09:26 |
| Gémeos                                                   | 21 de maio      | 08:53 |
| verão no hemisfério norte e inverno no hemisfério Sul    |                 |       |
| Caranguejo/solstício                                     | 21 de junho     | 17:00 |
| Leão                                                     | 23 de julho     | 03:53 |
| Virgem                                                   | 23 de agosto    | 10:46 |
| Outono no Hemisfério Norte e Primavera no Hemisfério Sul |                 |       |
| Balança/equinócio                                        | 23 de setembro  | 08:06 |
| Escorpião                                                | 23 de outubro   | 17:07 |
| Sagitário                                                | 22 de novembro  | 14:23 |
| inverno no hemisfério norte e verão no hemisfério sul    |                 |       |
| Capricórnio/solstício                                    | 22 de dezembro  | 03:32 |

| UTC: Portugal Continental, Madeira, Guiné-Bissau e São Tomé e Príncipe Subtrair (-): 1 h nos Açores e Cabo Verde 2 h nas Ilhas oceânicas brasileiras 3 h em Brasília, em Goiás, na Amazônia Oriental Brasileira e no nordeste, sudeste e sul brasileiros 4 h na Amazônia Ocidental Brasileira, Mato Grosso e Mato Grosso do Sul 5 h no Acre e sudoeste do Amazonas Adicionar (+): 1 h em Angola e Guiné Equatorial 2 h em Moçambique 8 h em Macau 9 h em Timor-Leste. |
| Adicionar uma hora durante a vigência do horário de verão: Portugal Continental : De 5 de abril a 4 de outubro de 1953 |

| Ano completo                        |
| ----------------------------------- |
| Ano comum com início à quinta-feira |

## Eventos
- 6 de janeiro - abertura da Conferência socialista asiática na cidade de Rangum, Birmânia.
- 13 de janeiro - o marechal Josip Broz Tito é escolhido presidente da  Iugoslávia.
- 20 de janeiro - Dwight D. Eisenhower toma posse como Presidente dos Estados Unidos.
- 25 de janeiro - Inauguração do Monumento às Bandeiras.
- 1 de fevereiro - Inundação do Mar do Norte é causada por uma forte tempestade ocorrida durante a noite de 31 de janeiro a 1 de fevereiro de 1953; as inundações atingem os Países Baixos, a Bélgica e o Reino Unido.
- 11 de fevereiro - União Soviética rompe relações com o Israel após uma explosão de bomba na Embaixada Soviética, em reação à Complô dos médicos.
- 28 de fevereiro - Reino da Grécia, Turquia e Iugoslávia assinam o Pacto dos Bálcãs.
- 7 de março - Os cientistas James Watson e Francis Crick apresentam a teoria da dupla-hélice do ácido desoxirribonucleico.
- 2 de maio - Hussein da Jordânia é coroado o rei da Jordânia.
- 9 de maio - a França concorda com a independência provisória do Reino do Camboja com o rei Norodom Sihanouk.
- 7 de maio a empresa Subaru é fundada no Japão.
- Junho - Iniciam-se os trabalhos da CPI no Congresso brasileiro, que investigam favorecimento do jornal Última Hora pelo governo Vargas, com o envolvimento do filho deste, Lutero Vargas.
- 1 de junho - reforma monetária causa tumultos na Tchecoslováquia.
- 2 de junho - Coroação de Isabel II do Reino Unido.
- 8 de junho - União Soviética abre relações diplomáticas com a Áustria.
- 18 de junho - a Monarquia egípcia é oficialmente abolida e logo substituída por uma República.
- 23 de junho - Emancipação do município de Babaçulândia.
- 27 de julho – Fim da Guerra da Coreia.
- 15 - 19 de agosto - o primeiro ministro do irã Mohammed Mossadegh é derrubado em um Golpe de estado, pelos militares iranianos em favor do fortalecimento do governo monárquico do Xá Mohamed reza pahlavi.
- 1 de setembro – Início da Captação de águas na Furna de Água, Porto Judeu, pela Junta Geral de Angra do Heroísmo. [1]
- 7 de setembro - na Rússia, Nikita Khrushchev é nomeado chefe do Comitê Central do PCUS.
- 23 de setembro - a Espanha e os Estados Unidos assinam o Pacto de madri, encerrando o período de isolamento virtual para a Espanha.
- 9 de outubro - o chanceler da Alemanha ocidental Konrad Adenauer é reeleito após as eleições presidenciais da Alemanha Ocidental
- 26 de outubro - Fundação do CEAL - Clube de Engenharia e Arquitetura de Londrina.
- 9 de novembro - independência do Reino do Laos e do Reino do Camboja (1953-1970)
- 26 de novembro - Ocorre a emancipação do município de Solânea no estado brasileiro da Paraíba.
- Novembro - A CPI conclui que houve ilícitos, mas o Congresso, governista, nega-se a processar Lutero Vargas.

## Nascimentos
- 17 de janeiro - Sebastião Bognar, ex-deputado estadual e vereador em Osasco.[2]
- 05 de fevereiro - Rosemberg Cariry, cineasta, escrito e roteirista brasileiro.
- 19 de fevereiro - Cristina Fernández de Kirchner, presidente da Argentina de 2007 a 2015.
- 21 de fevereiro - William Petersen, ator norte-americano.
- 03 de março - Zico, maior ídolo da história do Clube de Regatas Flamengo e ídolo da seleção brasileira de futebol.
- 15 de março - Kumba Yalá, presidente da Guiné-Bissau de 2000 a 2003.
- 24 de maio - Diego Cugia, escritor, jornalista e diretor de cinema italiano.
- 15 de julho - Jean-Bertrand Aristide, presidente do Haiti em 1991, de 1993 a 1994, de 1994 a 1996, de 2001 a 2004.
- 12 de agosto - Carlos Mesa, presidente da Bolívia desde 17 de outubro de 2003 a 9 de junho 2005.[3]
- 5 de setembro - Jennifer Simons, presidente do Suriname desde 16 de julho de 2025.

## Mortes
- 5 de março
  - Josef Stalin, revolucionário e Chefe de Estado Soviético de 1924 a 1953 (n. 1878).
  - Serguei Prokofiev, compositor russo (n. 1891)
- 20 de março - Graciliano Ramos, escritor brasileiro (n. 1892)
- 24 de março - Maria de Teck, Rainha do Reino Unido e dos Domínios Britânicos, e Imperatriz da Índia, de 6 de maio de 1910 a 20 de janeiro de 1936 como esposa do rei-imperador Jorge V. (n. 1867).
- 19 de julho - Dumarsais Estimé, presidente do Haiti de 1946 a 1950 (n. 1900).
- 26 de agosto - Hipólito Raposo, advogado, escritor, historiador e político monárquico, português (n. 1855).
- 22 de novembro - Jorge Meléndez, presidente de El Salvador de 1919 a 1923 (n. 1871)
- 5 de dezembro - Maria Pascoli, intelectual italiana (n. 1865)

## Prémio Nobel
- Física - Frits Zernike[4]
- Química - Hermann Staudinger[5]
- Nobel de Fisiologia ou Medicina - Hans Adolf Krebs[6] e Fritz Albert Lipmann
- Literatura - Winston Churchill[7]
- Paz - George Marshall[8]

## Epacta e idade da Lua
| Epacta gregoriana | 18 (XVIII) |
| Idade da Lua      | Letra t    |

## Por tema
- 1953 na arte
- 1953 no Brasil
- 1953 na ciência
- 1953 no cinema
- 1953 no desporto
- Divisões administrativas em 1953
- 1953 na informática
- 1953 no jornalismo
- 1953 na literatura
- 1953 na música
- 1953 na política
- 1953 na rádio
- 1953 no teatro
- 1953 na televisão